# Hell–Sunnanbanen

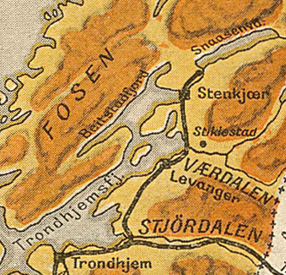
Karte der Hell-Sunnanbanen von 1914

Hell–Sunnanbanen ist der alte Name für den ersten Teil der bei Hell im Stjørdal von der  Bahnstrecke Trondheim–Storlien (Schweden) abzweigenden Nordlandsbanen und bezeichnet die Strecke bis Snåsavatnet in Steinkjer.
Die Strecke wurde 1902 bis Levanger und 1905 bis Sunnan eröffnet. Von 1905 bis 1926 war Sunnan die Endstation der späteren Nordlandsbanen. Der Weiterbau verzögerte sich wegen Meinungsverschiedenheiten im Bezirk Innherred, wie die Fortsetzung der Strecke nach Norden erfolgen solle. Die ursprünglichen Pläne waren, die Strecke von Sunnan über Beitstad nach Namsos zu führen, was aber verworfen wurde. So wurde die Linienführung über Snåsa ausgewählt, während Namsosbanen als Nebenstrecke von Grong aus gebaut wurde.

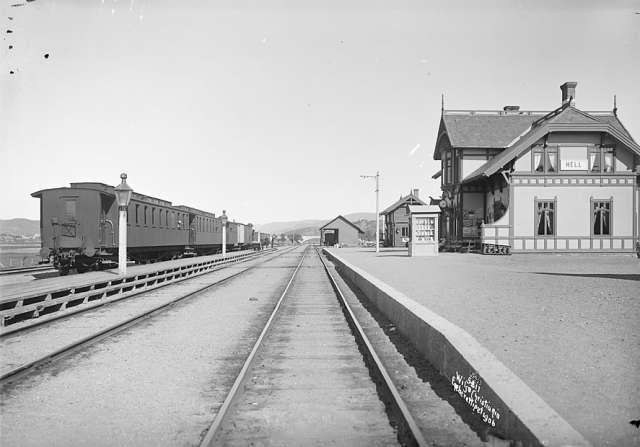
Bahnhof Hell 1906